# SN 1970E
SN 1970E – supernowa odkryta 31 maja 1970 roku w galaktyce A120400+5155. W momencie odkrycia miała maksymalną jasność 18,50m.